# Seiya Maikuma
Seiya Maikuma (毎熊 晟矢, Maikuma Seiya), né le 16 octobre 1997 à Nagasaki au Japon, est un footballeur international japonais qui joue au poste d'arrière droit à l'AZ Alkmaar.

## Biographie

### Début pro à Nagasaki
Maikuma, après avoir fait ces études à l'Université Momoyama Gakuin, il signe son premier contrat pro pour la saison 2020 au V-Varen Nagasaki dans le club de sa ville de naissance. Il fait c'est début avec Nagasaki en entrant en jeu contre le Tochigi SC et marque son premier but contre le FC Ryukyu,.

### Début en premier division avec le Cerezo Osaka
Le 23 décembre 2021, le club d'Osaka annonce l'arrivée de Maikuma pour la saison 2022. Aprés une saison 2022 ou il joue milleu défensif, il prolonge jusqu'en 2026. La saison suivante qu'il joue a son poste préférentielle et devient titulaire dans l'équipe d'Osaka.

### En sélection nationale
Après avoir été appelé par Hajime Moriyasu le 31 août 2023, c'est le 12 septembre 2023 à l'occasion d'un match amical que Maikuma joue son premier match en équipe du Japon face à la Turquie pour une victoire 4-2 dont une passe décisive.

## Statistiques

### En club
| Saison                | Club                  | Championnat           | Championnat | Championnat | Championnat | Coupe nationale | Coupe nationale | Coupe nationale | Coupe de la Ligue | Coupe de la Ligue | Coupe de la Ligue | Total | Total | Total |
| Saison                | Club                  | Division              | M.          | B.          | P.d.        | M.              | B.              | P.d.            | M.                | B.                | P.d.              | M.    | B.    | P.d.  |
| 2020                  | V-Varen Nagasaki      | J2 League             | 36          | 3           | 4           | -               | -               | -               | -                 | -                 | -                 | 36    | 3     | 4     |
| 2021                  | V-Varen Nagasaki      | J2 League             | 38          | 3           | 9           | 1               | 1               | 0               | -                 | -                 | -                 | 39    | 4     | 9     |
| Sous-total            | Sous-total            | Sous-total            | 74          | 6           | 13          | 1               | 1               | 0               | -                 | -                 | -                 | 75    | 7     | 13    |
| 2022                  | Cerezo Osaka          | J1 League             | 28          | 3           | 3           | 3               | 0               | 0               | 11                | 1                 | 1                 | 42    | 4     | 4     |
| 2023                  | Cerezo Osaka          | J1 League             | 31          | 1           | 2           | 2               | 1               | 0               | 3                 | 1                 | 0                 | 36    | 3     | 2     |
| 2024                  | Cerezo Osaka          | J1 League             | 4           | 0           | 0           | 0               | 0               | 0               | 0                 | 0                 | 0                 | 4     | 0     | 0     |
| Sous-total            | Sous-total            | Sous-total            | 63          | 4           | 5           | 5               | 1               | 0               | 14                | 2                 | 1                 | 82    | 7     | 6     |
| Total sur la carrière | Total sur la carrière | Total sur la carrière | 137         | 10          | 18          | 6               | 2               | 0               | 14                | 2                 | 1                 | 157   | 14    | 19    |

### En sélection
| Saison                | Sélection             | Phases finales                | Phases finales | Phases finales | Phases finales | Éliminatoires | Éliminatoires | Éliminatoires | Éliminatoires | Amicaux | Amicaux | Amicaux | Total | Total | Total |
| Saison                | Sélection             | Comp.                         | M.             | B.             | P.d.           | Comp.         | M.            | B.            | P.d.          | M.      | B.      | P.d.    | M.    | B.    | P.d.  |
| --------------------- | --------------------- | ----------------------------- | -------------- | -------------- | -------------- | ------------- | ------------- | ------------- | ------------- | ------- | ------- | ------- | ----- | ----- | ----- |
| 2023-2024             | Japon                 | Coupe d'Asie des nations 2023 | 4              | 0              | 0              | CdM 2026      | 1             | 0             | 0             | 3       | 0       | 1       | 8     | 0     | 1     |
| Total sur la carrière | Total sur la carrière | Total sur la carrière         | 4              | 0              | 0              | -             | 1             | 0             | 0             | 3       | 0       | 1       | 8     | 0     | 1     |

## Palmarés
| Cerezo Osaka (0)                            |
| ------------------------------------------- |
| - Coupe de la Ligue (0) - Finaliste en 2022 |